# Okni NO.II
Okni NO.II là một thị trấn thống kê (census town) của quận Hazaribag thuộc bang Jharkhand, Ấn Độ.

## Nhân khẩu
Theo điều tra dân số năm 2001 của Ấn Độ, Okni NO.II có dân số 8203 người. Phái nam chiếm 54% tổng số dân và phái nữ chiếm 46%. Okni NO.II có tỷ lệ 78% biết đọc biết viết, cao hơn tỷ lệ trung bình toàn quốc là 59,5%: tỷ lệ cho phái nam là 81%, và tỷ lệ cho phái nữ là 74%. Tại Okni NO.II, 14% dân số nhỏ hơn 6 tuổi.